# ماري آن بولز لافوازييه

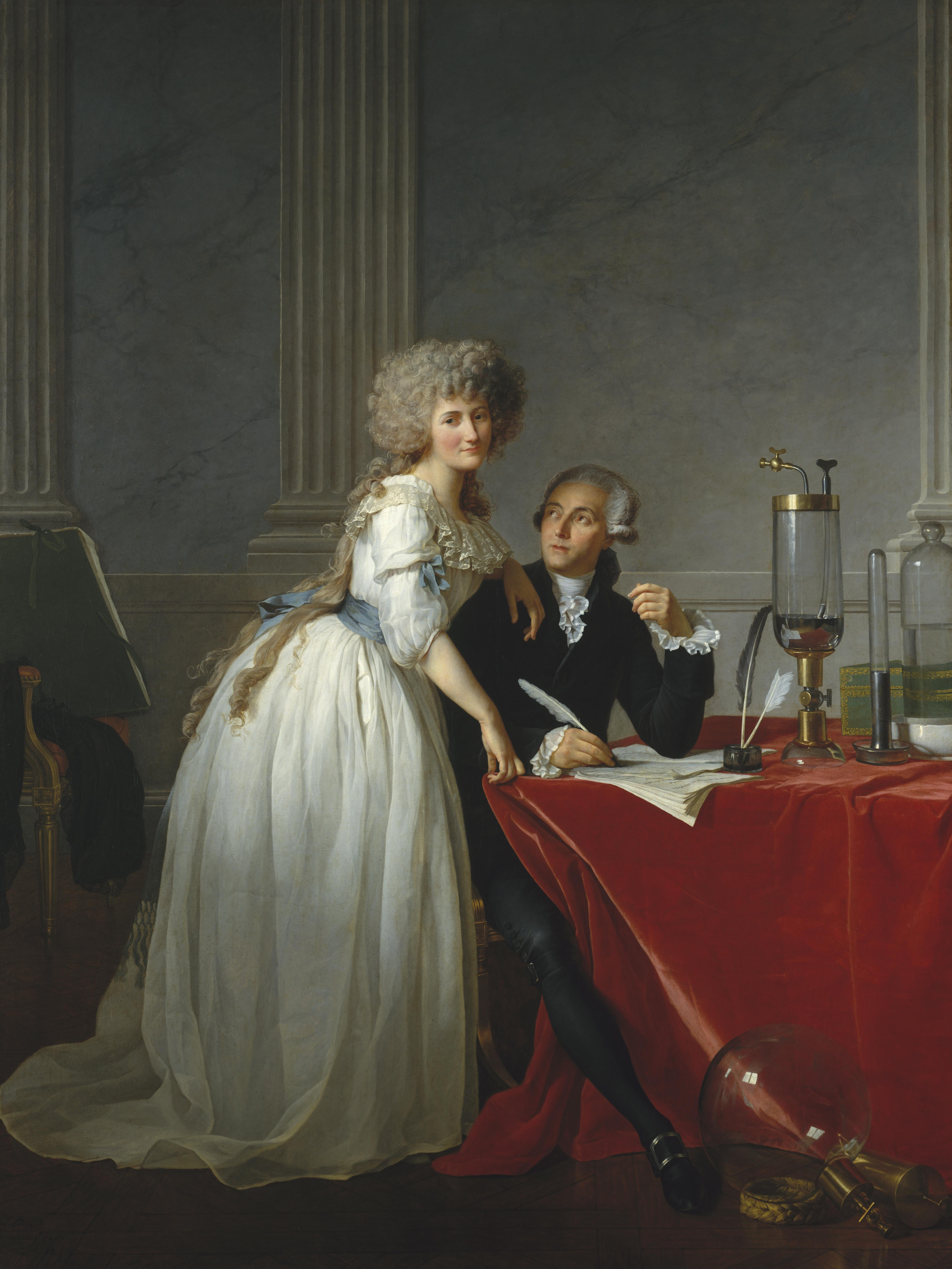
لوحة أنطوان لوران لافوازييه وزوجته بريشة جاك لوي دافيد عام 1788 (متحف المتروبوليتان للفنون في مانهاتن بنيويورك)

ماري آن بيريت بولز (بالفرنسية: Marie-Anne Pierette Paulze Lavoisier)‏ (20 يناير عام 1758 في مونبريسون، لوار، فرنسا- 10 فبراير 1836) كانت كيميائية فرنسية وسيدة نبيلة، وكانت السيدة لافوازييه زوجة الكيميائي، والنبيل أنطوان لافوازييه، كما أنها ساهمت في عمله. لعبت دورًا محوريًا في ترجمة العديد من الأبحاث العلمية، وكان لها دورًا أساسيًا في توحيد المنهج العلمي.

## سيرتها الذاتية
عمل والدها محامٍ في البرلمان، وخبير مالي، وجاء معظم دخله من عمله فيما يُعرَف بالمزرعة العامة، التي كانت اتحادًا خاصًا للممولين الذين دفعوا للحكومة المَلَكية الفرنسية من أجل حصولهم على امتياز جمع ضرائب معينة.
توفيت والدتها، كلودين ثوينيت بولزي، في عام 1761، تاركة وراءها ماري آن، التي كانت في الثالثة من عمرها عند وفاتها، وولدَين آخرين، بعد وفاة والدتها وُضعت بولز في دير حيث تلقت تعليمها الرسمي.
تلقت بولز في وهي في سن الثالثة عشر طلبًا للزواج من الكونت مارفيل البالغ من العمر خمسين عامًا، وعندما حاول جاك بولز الاعتراض أمام الاتحاد، تلقى تهديدات بفقد وظيفته في المزرعة العامة، ومن أجل إفشال الزواج بطريقة غير مباشرة، قدّم جاك بولز عرضًا لأحد زملائه لطلب يد ابنته، وكان هذا الزميل هو أنطوان لافوازييه، النبيل الفرنسي، والعالم، قَبِل لافوازييه الاقتراح، وتزوجا هو وماري آن في 16 ديسمبر عام 1771، وكان لافوازييه عندها بعمر 28 عامًا، بينما ماري آن في الثالثة عشر من عمرها.
استمر لافوازييه بالعمل في المزرعة العامة، ولكن في عام 1775 عُيّن مسؤولًا عن البارود، مما دفع الزوجين إلى الاستقرار في أرسنال في باريس، وهنا بدأ اهتمام لافوازييه بالكيمياء بعد أن تدرب في المختبر الكيميائي على يد غيلوم فرانسوا رويل، وبسبب الحالة المادية الجيدة لعائلته وعائلة زوجته، وممتلكاته المختلفة ومشاريعه التجارية الأخرى، تمكن من بناء مختبر كيميائي حديث، وسرعان ما أصبحت زوجته مهتمة بأبحاثه العلمية، وبدأت في المشاركة بنشاط في أعمال مختبر زوجها.
ومع تطور اهتمامها، تلقت تدريبات رسمية في هذا المجال من قبل بابتيست ميشيل بوكيه، وفيليب غنغيمبر، وكان كلاهما زملاء للافوازييه في ذلك الوقت، وقد أمضى الزوجان معظم وقتهما سويًا في المختبر، وعملا كفريق واحد، وقاما بأبحاث في عدّة مجالات، وساعدته أيضًا على ترجمة أوراق علمية من اللغة الإنكليزية إلى الفرنسية، ويمكن القول بأن معظم الجهود البحثية التي بُذلت في المختبر كانت جهدًا مشتركًا بين الزوجين، وكان دور بولز في المختبر هو مساعِدة باحث بشكل أساسي.

### الثورة الفرنسية
اعتُبر لافوازييه خائنًا من قبل الثوار الفرنسيين في عام 1794 خلال عهد الإرهاب بسبب موقعه البارز في المزرعة العامة، واعتُقل والد بولز، واستسلم لافوازييه للثوار، وسُجن في بورت ليبر، وطوال فترة سجنه كانت تزوره بولز بانتظام، وتكافح من أجل إطلاق سراحه بأقصى طاقتها، وعلى الرغم من الجهود التي بذلتها، حوكم لافوازييه، وأدين بالخيانة، وأُعدِم في 8 مايو 1794 في باريس، عن عمر يناهز 50 عامًا، وأعدم جاك بولز في نفس اليوم.
بعد وفاته، أصبحت حياة بولز مريرة بشأن ما حدث لزوجها، وأفلست بعد مصادرة الحكومة الجديدة لأموالها، وممتلكاتها (التي أُرجعت لها في النهاية)، واستولت الحكومة أيضًا على جميع المعدات ودفاتر زوجها، وعلى الرغم من كل هذه العقبات، عملت ماري آن على نشر دراسات لافوازييه النهائية باسم ميموراي دي تشيمي، التي احتوت على مجموعة من أوراق لافوازييه البحثية، وأوراق لزملائه توضّح فيها مبادئ الكيمياء الجديدة، وقد احتوى المجلد الأول دراسات عن الحرارة، وتكوين السوائل، واحتوى المجلد الثاني على أفكار عن الاحتراق، والهواء، وكَلسَنة المعادن، وتفاعلات الأحماض، وتركيب الماء.
في نسخة المجلد الأصلية كتبت بولز المقدمة، وهاجمت فيها الثوار، ومعاصري لافوازييه الذين اعتقدت أنهم مسؤولون عن وفاته، ومع ذلك لم يتضمن المنشور النهائي هذه المقدمة، وعلى أي حال كانت جهودها هي التي ضمنت بقاء إرث زوجها في مجال الكيمياء.

### حياتها اللاحقة

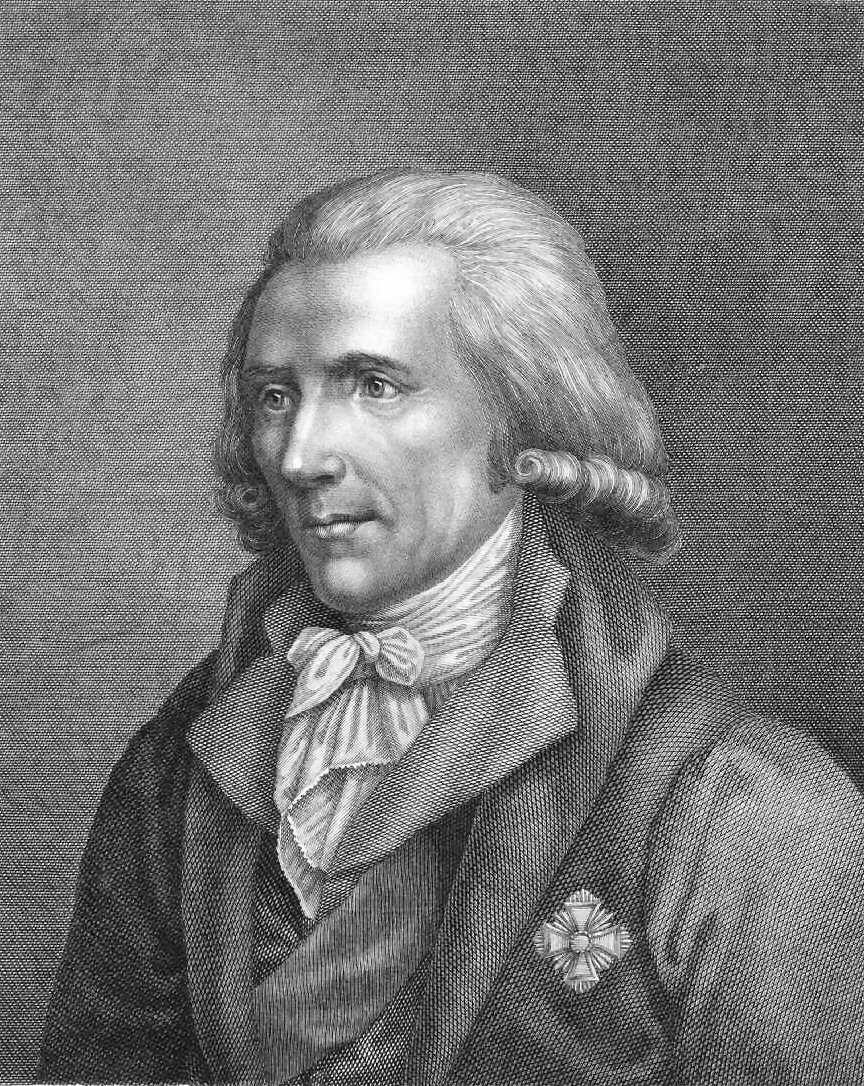
بنجامين تومبسون

تزوجت بولز مرة أخرى في عام 1804، بعد فترة طويلة من الخطوبة ببنجامين تومبسون (الكونت رامفورد)، وقد كان رامفورد أحد أكثر علماء الفيزياء شهرة في ذلك الوقت، لكن الزواج بين هذين الاثنين كان غير موفق، وقصير الأجل، كما أنها أصرّت على الاحتفاظ بالاسم الأخير لزوجها الأول طوال حياتها، مما يدل على تفانيها الشديد.
توفيت ماري فجأة في منزلها في باريس في 10 فبراير عام 1836 عن عمر يناهز 78 عامًا، ودفنت في مقبرة بير لاشيز في باريس.

## إسهاماتها في الكيمياء

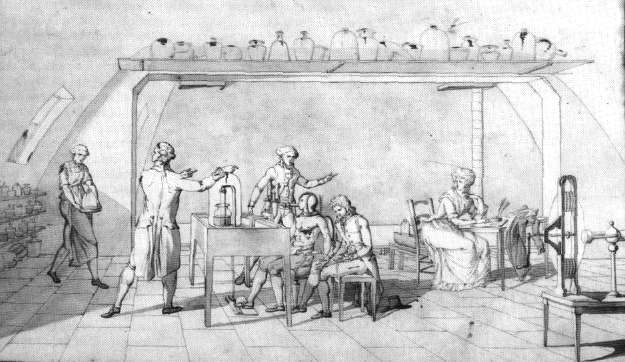
المدام لافوازييه وهي تساعد زوجها في إجراء أبحاثه العلمية على التنفس البشري. تظهر هنا في هذه الصورة على الطاولة إلى أقصى اليمين.

رافقت بولز زوجها في مختبره خلال اليوم، ووضعت مداخلات على ملاحظاته المختبرية، ورسومات تخطيطية لتصاميمه التجريبية، وسمح لها التدريب الذي تلقته من الرسام جاك لويس ديفيد برسم المعدات التجريبية بشكل صحيح، وبدقة عالية، مما ساعد بشكل كبير معاصري لافوازييه على فهم أساليبه ونتائجه، وعملت كمحررة لتقاريره.
أعاد الزوجان بناء مجال الكيمياء، والذي كان له جذور في السيمياء (الكيمياء القديمة) في الوقت الذي كان به علمًا معقدًا تهيمن عليه نظرية الفلوجيستون لجورج شتال.
استُخدمت فكرة الفلوجيستون (وهو عنصر يشبه النار يُكتَسَب أو يُطلَق أثناء احتراق المادة) في القرن الثامن عشر من أجل وصف تغيرات خصائص المواد التي تحدث عند احتراقها.
كانت بولز بوصفها خبيرة باللغة الإنكليزية، واللاتينية، والفرنسية قادرة على ترجمة العديد من الأعمال حول الفلوجيستون إلى الفرنسية لكي يتمكن زوجها من قراءتها، وربما كان أهم ما ترجمته هو مقال لريتشارد كيروان عن الفلوجيستون، وقانون الأحماض، فقد ترجمته، وانتقدته، مضيفة بعض الحواشي، ومصحّحة بعض الأخطاء في الكيمياء التي كانت موجودة في كل أجزاء المقال، وعلى الرغم من مساهمتها لكن لم يُشَر إليها على أنها مترجمة في النسخة الأصلية، بل فقط في النسخ اللاحقة.
كما ترجمت أوراقًا بحثية لجوزيف بريستلي، وهنري كافينديش، وآخرين بسبب حاجة لافوازييه لذلك، وكان هذا بمثابة خدمة لا تقدر بثمن بالنسبة للافوازييه، الذي اعتمد على ترجمة بولز للأعمال الأجنبية من أجل مواكبة التطورات التي تحدث في الكيمياء، ففي حالة الفلوجيستون، كانت ترجمة بولز هي التي أقنعته بأن الفكرة غير صحيحة، مما أدى في النهاية إلى دراساته عن الاحتراق واكتشافه لغاز الأكسجين.    
كان لبولز أيضًا دورًا أساسيًا في نشر «أطروحة لافوازييه الابتدائية في الكيمياء» في عام 1789، التي قدمت رؤية موحدة للكيمياء، وثَبُت بأن لهذا العمل دورًا محوريًا في تقدم الكيمياء، فقد طرح فكرة أن الكتلة مُصانة، وأعطى قائمة بالعناصر، ونظامًا جديدًا لتسمية المركبات الكيميائية، وقد ساهمت بولز في البحث بثلاثة عشر رسمًا أظهر جميع الأجهزة والمعدات المختبرية التي استخدمها الزوجان لافوازييه في تجاربهم، واحتفظت بسجلات تشرح الإجراءات المتبعة بشكل صارم، مما يضفي المصداقية على النتائج التي نشرها لافوازييه.
قبل وفاتها، استطاعت بولز استعادة جميع دفاتر لافوازيير والأجهزة الكيميائية، والتي حُفظ معظمها في مجموعة في جامعة كورنيل.
نُشر في نفس العام الذي توفيت فيه كتاب يُظهر أن ماري آن لديها مكتبة لاهوتية غنية بالكتب، تحوي نسخًا من الكتاب المقدس، واعترافات القديس أغسطينوس، ومحاضرات جاك سوران عن الكتاب المقدس، ومقالات بيير نيكول في الأخلاق، ورسائل لبليز باسكال، وعِظات لويس بوردالوي، وغيرها.

## التدريب الفني والمساهمات
بدأت بولز بتلقي دروس فنية من الرسام جاك لويس ديفيد في أواخر عام 1785 أو أوائل عام 1786، وبعد فترة وجيزة، وربما في وقت ما من عام 1787، رسم دايفيد صورتان كاملتي الطول لبولز وزوجها.
لم يسمح التدريب الفني لبولز من توثيق تجارب زوجها، ومنشوراته فحسب (حتى أنها صورت نفسها كمشارك في رسمين لتجارب زوجها)؛ بل أيضًا عزز قدرتها على الرسم، فقد رسمت صورة لبنجامين فرانكلين، وهو واحد من العديد من المفكرين العلميين الذين استضافتهم في صالوناتها.
في وقت لاحق، قطعت علاقتها مع ديفيد بسبب السياسة الراديكالية التي اتبعها إبان الثورة الفرنسية. 